# Slavětín nad Metují
Slavětín nad Metují – gmina w Czechach, w powiecie Náchod, w kraju hradeckim. Według danych z dnia 1 stycznia 2014 liczyła 270 mieszkańców.